# تاريخ اليهود في العصور الوسطى

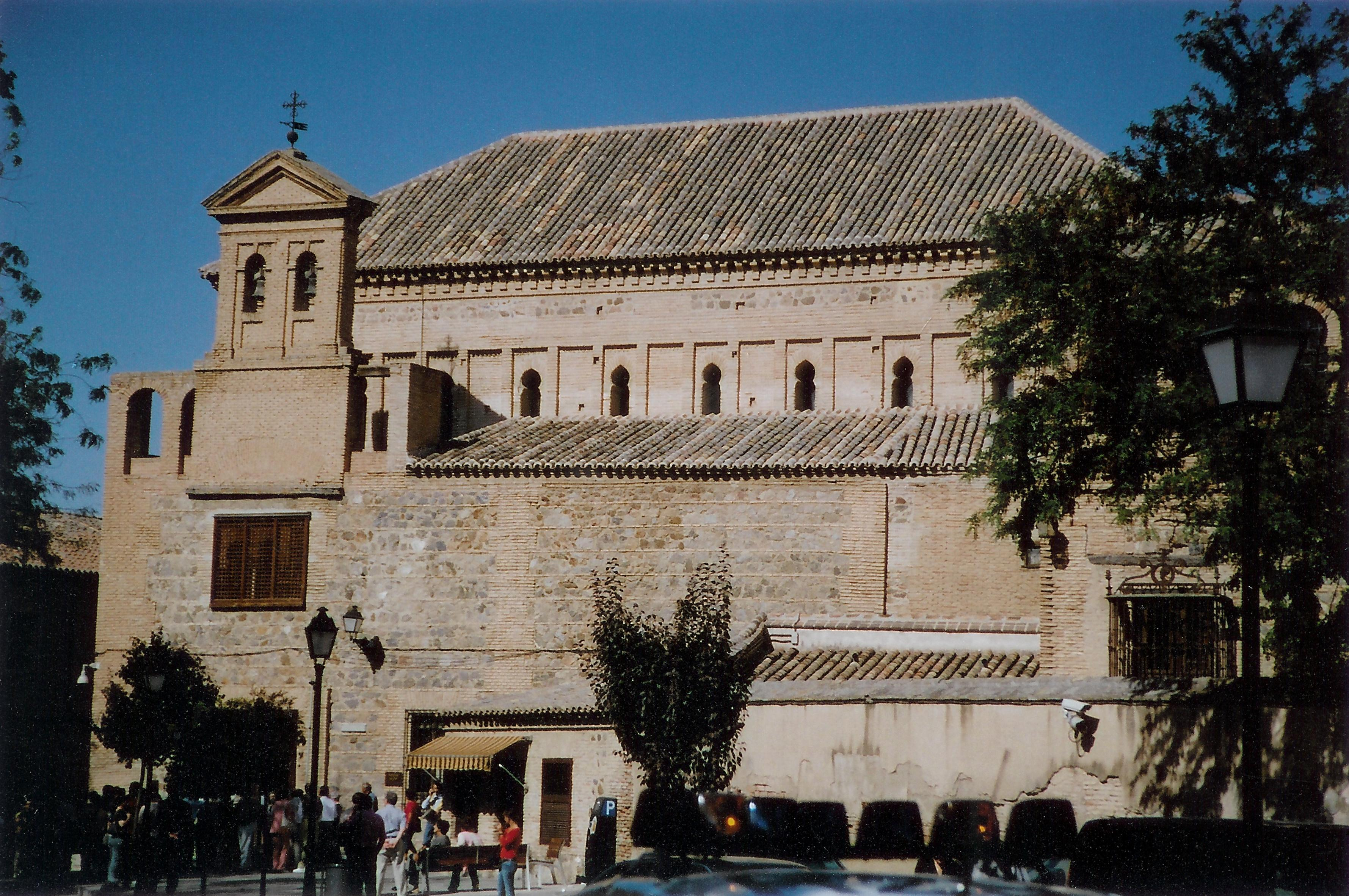

يغطي تاريخ اليهود في العصور الوسطى الفترة الممتدة من القرن الخامس حتى القرن الخامس عشر بعد الميلاد. انتقل اليهود خلال هذه الفترة من حوض المتوسط إلى أوروبا الشرقية.
تتبع التقاليد اليهودية أصول اليهود إلى قبائل بني إسرائيل التي عاشت وأقامت في منطقة فلسطين في أواخر الألفية الثانية قبل الميلاد وأوائل الألفية الأولى قبل الميلاد. وبدء بعدها اليهود بالانتشار في دول الشرق الأدنى القديم الأخرى بدءاً من زمن الأسر البابلي نتيجة الإكراه والضغوط العسكرية التي واجهوها، وشكَّلوا بعدها تجمعات عدة انتشرت في مناطق عدة من شرق حوض المتوسط لتؤلف بمجملها الشتات اليهودي. يعود أقدم دليل يوثق وجود اليهود في اليونان ابتداءاً من القرن الرابع قبل الميلاد في مناطق مختلفة مثل خيوس وأجانيطس وأتيكا ورودس. أمَّا أقدم دليل تاريخي على وجود اليهود في إيطاليا فيعود إلى القرن الثاني قبل الميلاد.
استطاعت المجتمعات اليهودية في أوروبا توطيد وجودها تدريجياً خلال الألفية الأولى لينبثق عنها اليهود الأشكناز في أواخر هذه الفترة. اشتغل اليهود الأوروبيون في مجالات عدة كالأعمال الحرفية والتجارة وإقراض الأموال. شهدت أعداد يهود أوروبا الغربية انخفاضاً ملحوظاً بالتوازي مع صعود نجم الصليبيين، والذي كان من شأنه إشعال الكثير من أعمال الشغب وأوامر الطرد المتعاقبة بحق اليهود في كل من إنجلترا (عام 1290)، وفرنسا (خلال القرن الرابع عشر)، وإسبانيا (عام 1492). وتكرر استهداف اليهود خلال أواخر العصور الوسطى في شبه الجزيرة الإيطالية ومعظم أرجاء المدن والبلدات الناطقة بالألمانية إبَّان القرن السادس عشر. ظهرت تجمعات يهودية كبيرة نسبياً ناطقة باليديشية خلال ذات الفترة في أوروبا الشرقية. وتغيرت أنماط هجرة اليهود مع حلول القرن السابع عشر لتصبح باتجاه أوروبا الوسطى والغربية بعد أعمال شغب استهدفت اليهود في أوكرانيا خلال الفترة من عام 1648 حتى عام 1649.

## من سقوط روما حتى أواخر العصور الوسطى (500-1500)

### سقوط روما
اُكتشِفت غالبية الأدلة الأثريَّة والنقوش العائدة إلى اليهود في أواخر عهد روما القديمة في مواقعٍ خاصة بالدفن، مما يُعقِّد من المساعي الهادفة إلى تِبيان الصورة التاريخيَّة لحياتهم اليوميَّة أو تفاعلاتهم مع غيرهم من السكان. استطاع القوط الغربيون السيطرة على أجزاء كبيرة من المنطقة الرومانيَّة سابقاً بعد تدهور حال الإمبراطورية وانحلالها، فبسطوا سيطرتهم على الأجزاء الجنوبيَّة الغربيَّة من بلاد الغال حتى عام 507م، وعلى معظم أنحاء شبه الجزيرة الإيبيريَّة حتى عام 711م. وعموماً فقد ازدهرت التجمعات اليهوديَّة تحت حكم القوط الغربيين في بادئ الأمر في كل من بلاد الغال وإسبانيا.

### إسبانيا تحت الحكم القوطي الغربي
أعلن الملك ألاريك الثاني عام 506م عن اعتبار اليهود مواطنين رومانيين وهكذا فقد وقعوا تحت طائلة القانون الروماني. وحصلوا على الحرية في ممارسة دينهم، ولكن مع ذلك فقد قيدت الجهود الساعية إلى حمل الوثنيين والمسيحيين على اعتناق اليهودية. كما اعترف ألاريك الثاني بحق التجمعات اليهودية في الاستقلالية القضائية فسمح لهم بتطبيق شريعتهم الدينية. وذهبت هذه الامتيازات أدراج الرياح بعد اعتلاء سيزبوت لعرش المملكة عام 612م، حيث انتهج هذا الملك سياسة اضطهاديَّة تجاه اليهودية فحاول إجبار جميع اليهود على اعتناق المسيحية. تنفس اليهود الصُّعَداءَ لفترة وجيزة من الزمن عام 640م، بعدما ألغى الملك شيندازيونث الذي جاء بعد سيزبوت هذا الأمر وانتهج سياسة معتدلة تجاه اليهود، في حين اتبع ابنه ريكسيسونث سياسة مخالفة لأبيه تماماً فذمَّ اليهود عام 653م معتبراً أنهم "يُدنِّسون تراب إسبانيا"، وأصدر قراراً جديداً كان من شأنه أن جعل من المستحيل على اليهود البقاء في إسبانيا. بيد أنَّ هذه القوانين لم تحظى بشعبية حيث قاومها المسيحيون واليهود على حدٍ سواء. ورغم ما واجهه اليهود من اضطهاد فقد استطاعوا مساعدة الجيوش الأمويَّة في السيطرة على إسبانيا وإنهاء الحكم القوطي الغربي فيها.

### ألمانيا
يعتبر المصدر الأكثر ترجيحاً لوصول أوائل اليهود إلى المنطقة الألمانيَّة هو مهاجرتهم إليها من إيطاليا الرومانيَّة. ما زال من غير المعروف متى استقر أوائل اليهود في مناطق جرمانيا الكبرى وجرمانيا الصغرى ومانغا جرمانيا كما سمَّاها الرومان، ولكن يرجع تاريخ أولى الوثائق المعروفة التي تؤكد وجود تجمعات يهوديَّة كبيرة ومنظّمة في هذه المناطق إلى عام 321م، وتشير إلى نزولهم في كولونيا على نهر الراين. كما أشارت هذه الوثائق إلى دعوة اليهود للتواجد في حضرة الكوريا الرومانية فكان عليهم سداد مستحقات ضريبية محددة إلى روما، فيما كان أعيان وأشراف اليهود مُستثنيين من أداء الخدمة الكوريَّة، وهذا بمجمله إذا دلل على شيء فهو يدلل على تواجد أقلية يهوديَّة متفردة من نوعها سكنت في كولونيا كانت مزدهرة كفاية حتى فُرض عليها سداد مبالغ ضريبية إلى روما. لعب اليهود دورا حيوياً في الحياة الاقتصاديَّة إبَّان العهد الكارولنجي حيث عملوا في استيراد وجلب البضائع من الشرق، وعموماً فقد كان الكارولنجيون متسامحين مع الأقليَّة اليهوديَّة فسمحوا لهم بالعيش وفق قوانينهم وعاداتهم الخاصة، ولكن مُنع اليهود من ممارسة الدعوة الدينيَّة بين المسيحيين.